# Свети Николай (Ново село)
„Свети Николай“ (на гръцки: Αγίου Νικολάου Νεοχωρούδας) е православна църква в солунското село Ново село (Неохоруда), Гърция, част от Неаполската и Ставруполска епархия.
В Ново село е изградена църква „Свети Николай“ или „Света Параскева“ между 1890 и 1915 година. В 1957 година църквата пострадва силно от пожар и по-късно е възстановена изцяло. Църквата е каменна с кръстовидна форма и е от камък, както и камбанарията. Осветена е на 30 август 1959 година от епископ Стефан Талантски. В следните години е изписана. Оцелелите реликви от стария храм са пренесени в новия. В 1995 година е добавен притвор.